# Dirty Diana
Dirty Diana ist ein im Jahr 1987 auf dem Album Bad erschienener und im April 1988 als Single herausgebrachter Song des US-amerikanischen Sängers Michael Jackson.

## Hintergrund
Der Song handelt von einem aufdringlichen Groupie namens „Diana“. Sie steht auf den Ruhm der Stars und nimmt sich was sie will. Jackson wurde durch seine eigenen Erfahrungen auf Tour inspiriert.
Das Lied bietet einen ähnlich harten Rock-Sound wie etwa Beat It aus dem Album Thriller. Als Gitarrist wirkte Steve Stevens mit beeindruckenden Soundeffekten während seines Solos mit, der zuvor mit Billy Idol bekannt wurde und den passenden, düsteren Sound prägte. Der Song ist nicht Lady Diana gewidmet. Tatsächlich erzählte Michael Jackson über ein Gespräch mit Lady Diana, dass diese ihm gegenüber erklärte,  dass Dirty Diana ihr Lieblingssong von ihm sei.

## Musikvideo
Das Video wurde 1988 in Long Beach (Kalifornien) gedreht. Der Regisseur war Joe Pytka. Es ist auch in gekürzter Form im Film Moonwalker zu sehen.
Im Video sieht man Michael Jackson auf einer Bühne vor vielen Fans singen und tanzen. Zwischendurch werden Ausschnitte von einer Frau gezeigt, die in ein Auto vor der Bühne steigt. Bei der ersten Bridge des Liedes kommen Ventilatoren zum Einsatz. Gegen Ende des Gitarrensolos reißt Michael Jackson sein Hemd auf und für einen Moment herunter, so dass er einen Augenblick lang seinen halbnackten Oberkörper dem Publikum präsentiert. Am Ende des Liedes halten die Zuschauer Feuerzeuge in den Händen. Dann geht Michael Jackson zu dem Auto vor die Bühne, öffnet die Tür und sieht die Frau an, die in den Ausschnitten zu sehen war.

## Mitwirkende
- Geschrieben, arrangiert und komponiert von Michael Jackson
- Produziert von Quincy Jones und Michael Jackson
- Gesang: Michael Jackson
- Perkussion: Michael Jackson
- Gitarrensolo: Steve Stevens
- Rhythmus-Arrangements: Michael Jackson, John Barnes und Jerry Hey
- Synthesizer-Arrangements: Michael Jackson, Quincy Jones und John Barnes
- Streicher-Arrangement: John Barnes

## Kommerzieller Erfolg

### Chartplatzierungen
Dirty Diana war der fünfte und letzte Nummer-eins-Hit des Albums Bad in den Billboard Hot 100.
| ChartsChartplatzierungen       | Höchstplatzierung | Wochen |
| ------------------------------ | ----------------- | ------ |
| Deutschland (GfK)              | 3 (31 Wo.)        | 31     |
| Österreich (Ö3)                | 7 (32 Wo.)        | 32     |
| Schweiz (IFPI)                 | 3 (21 Wo.)        | 21     |
| Vereinigte Staaten (Billboard) | 1 (14 Wo.)        | 14     |
| Vereinigtes Königreich (OCC)   | 4 (18 Wo.)        | 18     |

| ChartsJahrescharts (1988)      | Platzierung |
| ------------------------------ | ----------- |
| Deutschland (GfK)              | 15          |
| Österreich (Ö3)                | 9           |
| Schweiz (IFPI)                 | 6           |
| Vereinigte Staaten (Billboard) | 61          |

### Auszeichnungen für Musikverkäufe
| Land/Region                  | Auszeichnungen für Musikverkäufe (Land/Region, Auszeichnung, Verkäufe) | Verkäufe  |
| ---------------------------- | ---------------------------------------------------------------------- | --------- |
| Dänemark (IFPI)              | Gold                                                                   | 15.000    |
| Kanada (MC)                  | Platin                                                                 | 80.000    |
| Neuseeland (RMNZ)            | Gold                                                                   | 15.000    |
| Vereinigte Staaten (RIAA)    | Platin                                                                 | 1.000.000 |
| Vereinigtes Königreich (BPI) | Platin                                                                 | 600.000   |
| Insgesamt                    | 2× Gold · 3× Platin ·                                                  | 1.710.000 |

Hauptartikel: Michael Jackson/Auszeichnungen für Musikverkäufe

## Coverversionen und weitere Verwendung
Dannii Minogue nahm eine Coverversion des Liedes auf. Der Rapper Bushido benutzte die Melodie von Dirty Diana für sein Lied Staatsfeind Nr. 1.
The Weeknd coverte den Song und veröffentlichte ihn unter dem Titel D.D.